# Caccodes antillarum
Caccodes antillarum is een keversoort uit de familie soldaatjes (Cantharidae). De wetenschappelijke naam van de soort werd in 1922 gepubliceerd door Leng & Mutchler.